# Pierre-Marie Théas
Pierre-Marie Théas, né à Barzun dans les Pyrénées-Atlantiques le 14 septembre 1894 et mort à Pau le 3 avril 1977, est un évêque catholique français, évêque de Montauban puis de Tarbes et Lourdes.
Il se singularise au sein du clergé français comme un des rares évêques à avoir protesté publiquement contre les mesures antisémites du gouvernement de Vichy. Son engagement actif dans le secours des Juifs de sa région lui vaudra d'être déclaré Juste parmi les nations en 1969.
Évêque de Tarbes et Lourdes, il est à l'origine de la construction de la basilique souterraine Saint-Pie-X.

## Biographie
Béarnais, Pierre-Marie Théas a effectué ses études au collège Saint-Joseph de Nay puis au grand séminaire de Bayonne. Incorporé en décembre 1914 au 13e régiment d'infanterie de ligne puis au 173e, le sergent Théas est démobilisé en 1919 avec la Croix de guerre deux citations. Il est ordonné prêtre le 26 septembre 1920.
Il se rend alors à Rome pour étudier au séminaire français et y obtient un doctorat en droit canonique. En 1922, il est nommé vicaire à Saint-Martin de Pau avant de prendre la direction du grand séminaire de Bayonne en octobre 1923, y enseignant la théologie morale.
Nommé évêque de Montauban le 26 juillet 1940, il est consacré le 3 octobre suivant à la cathédrale de Bayonne par Edmond Vansteenberghe et prend sa charge le 17.

### La guerre
Prisonnier de guerre en juin 1940, en transit à Hazebrouck, il s’évade et rallie Bayonne.
Pierre-Marie Théas fait tout d'abord totalement confiance au maréchal Pétain et se trouve en accord avec la plupart des mesures prises par son gouvernement. Il se singularise cependant au sein de l'épiscopat français. Il donne l'extrême-onction à Manuel Azaña, président en exil de la république espagnole. Reçu à l'académie de Montauban en janvier 1941, il fait l'éloge du philosophe Henri Bergson mort quelques jours plus tôt, soulignant notamment sa judéité. À partir de l’été 1942, certains membres du haut clergé s'émeuvent des mesures antisémites, notamment après la rafle du Vélodrome d'Hiver de juillet 1942. Le 23 août 1942, Jules Saliège, archevêque de Toulouse avec lequel l'évêque de Montauban est en étroite relation, fait lire dans son diocèse une lettre épiscopale - Et clamor Jerusalem ascendit - retentissante.

Le 26 août, le gouvernement de Vichy lance des rafles à Montauban et dans le département de Tarn-et-Garonne. Pierre-Marie Théas publie alors une lettre « sur le respect de la personne humaine » qu'il fait lire à la messe du 30 août 1942, lettre portée à bicyclette dans les églises de la paroisse par sa secrétaire Marie-Rose Gineste, militante à la Jeunesse ouvrière chrétienne. Le message délivré, présenté comme « une protestation indignée de la conscience chrétienne contre le traitement infligé en France aux Juifs », est sans ambiguïté : 

« Des scènes douloureuses et parfois horribles se déroulent en France, sans que la France en soit responsable.
À Paris, par dizaines de milliers, des Juifs ont été traités avec la plus barbare sauvagerie. Et voici que dans nos régions on assiste à un spectacle navrant : des familles sont disloquées ; des hommes et des femmes sont traités comme un vil troupeau et envoyés vers une destination inconnue, avec la perspective des plus graves dangers.
Je fais entendre la protestation indignée de la conscience chrétienne et je proclame que tous les hommes, aryens ou non aryens, sont frères parce que créés par le même Dieu ; que les hommes, quelle que soit leur race ou leur religion, ont droit au respect des individus et des États.
 Or les mesures antisémitiques actuelles sont un mépris de la dignité humaine, une violation des droits les plus sacrés de la personne et de la famille.
Que Dieu console et fortifie ceux qui sont iniquement persécutés ! Qu’il accorde au monde la paix véritable et durable, fondée sur la justice et la charité ! »

Limore Yagil souligne la fermeté doctrinale et la précision du vocabulaire de ce texte qui ne se retrouve pas dans d'autres actes épiscopaux. Le texte, ainsi qu'une intervention du cardinal Gerlier, fut repris intégralement sur Radio Londres le 15 septembre 1942. Il faut d'ailleurs noter que seuls cinq évêques français sur plus d'une centaine protestent publiquement contre les rafles antisémites. L'évêque de Montauban déclarera encore en juin 1943 dans sa cathédrale que le STO est une atteinte au droit naturel.
Il nomme en 1943 l'abbé Corvin (Alexandre Glasberg) curé du hameau de Léribosc de la commune de l'Honor-de-Cos.
Pierre-Marie Théas, au-delà de cette prise de position, s'engage dans le camouflage de Juifs tant dans les couvents du diocèse que chez les particuliers. Il couvre tous les religieux qui aident les réfugiés pourchassés du département. Il signe des dizaines de faux certificats de baptême, aidé par des militants laïcs et des ecclésiastiques, couvert par le préfet de Tarn-et-Garonne, François Martin, et épaulé dans ses activités par sa collaboratrice, Marie-Rose Gineste, qui joue un rôle décisif en liaison avec la résistance toulousaine. Cette dernière sera elle aussi reconnue Juste parmi les nations en 1985.
Homme de caractère, ayant protesté à de nombreuses reprises contre des arrestations abusives, affirmant en privé que la lutte contre les nazis était un devoir de chacun, il est finalement arrêté par la Gestapo le 9 juin 1944, le même jour que Jules Saliège. Interné à Toulouse puis au Frontstalag 122 près de Compiègne, il est libéré par la 28e division d'infanterie américaine dans la nuit du 31 août au 1er septembre 1944. Quelques jours plus tard, le 7 septembre, il rencontre le général de Gaulle à Paris qui lui confie une mission auprès du pape Pie XII afin que le Vatican reconnaisse le Gouvernement provisoire de la République française, ce qu'il obtient le 5 décembre 1944.

### Engagements et ministère
Son internement, qui lui fit côtoyer des protestants, des juifs, des orthodoxes et des communistes, semble l'avoir marqué profondément et lui fait prendre conscience de la nécessité d’initiatives œcuméniques. Dès mars 1945, il est à l'initiative, avec Marthe Dortel-Claudot, du Mouvement de Réconciliation franco-allemand qui deviendra le mouvement Pax Christi.
Son parcours religieux croise également les grandes questions sociales, politiques, religieuses et internationales, dans le contexte difficile de la guerre froide, du XXe siècle. S'il fut un pionnier du dialogue social, l’évêque social, sans cesse préoccupé par le soutien aux défavorisés, restera totalement opposé au marxisme.
Du 17 février 1947 au 12 février 1970, il est évêque de Tarbes et Lourdes. Il tâche d'améliorer la qualité du clergé diocésain et de combattre, mais en vain, la crise des vocations. Il œuvre à « adapter Lourdes aux temps nouveaux » en reprenant en main les sanctuaires, tentant de revivifier la dévotion mariale dans un espace modernisé.
Prévoyant l'afflux de très nombreux pèlerins à Lourdes à l'occasion du centenaire des apparitions de la Vierge en 1858, il lance l'audacieux projet d'un grand abri, projet dont la témérité lui vaudra l’humiliation de se voir accompagné d'un évêque coadjuteur gestionnaire, Jean-Marie Maury. L'impressionnante basilique souterraine Saint-Pie-X sera inaugurée en 1958 par le cardinal Roncalli, alors Patriarche de Venise, qui deviendra bientôt le pape Jean XXIII, et Pierre-Marie Théas redevient seul maître de son diocèse le 18 août 1959. Promoteur, malgré les plus grandes difficultés de tous ordres, de ce monument exceptionnel, il reçoit en 1959 le Grand Prix d'Architecture qu'il aurait mieux vu attribuer aux architectes eux-mêmes, mais affirme cependant : « Ayant reçu beaucoup de critiques imméritées, je crois pouvoir accepter sans scrupules une récompense imméritée elle aussi. »
Les dernières années de son épiscopat marquent un certain repli sur le diocèse et sont décrites comme « un difficile aggiornamento » marqué par un engagement moins prononcé sur les grands problèmes qui traversent le temps, comme la guerre d’Algérie, la défense de l’enseignement privé ou le concile Vatican II.
Il démissionne de ses fonctions en 1970, est nommé évêque titulaire de Sanctus Germanus (de) et se retire à Notre-Dame de Bétharram.

## Hommages
Il reçoit en 1959 le Grand Prix d'architecture, pour la basilique Saint-Pie-X de Lourdes.[réf. souhaitée]
Yad Vashem lui décerne le titre de Juste parmi les nations le 8 juillet 1969.
Depuis la rentrée 2008-2009, un lycée privé de la ville de Montauban porte désormais son nom, résultant du rassemblement du lycée Institut familial, du lycée Saint-Théodard et du lycée professionnel Montauriol.